# Брюсов, Александр Яковлевич
Алекса́ндр Я́ковлевич Брю́сов (29 сентября 1885, Москва — 1 декабря 1966, там же) — советский учёный-археолог, заслуженный деятель науки Карельской АССР, заслуженный деятель науки РСФСР.

## Биография
Родился в купеческой семье 17 (29) сентября 1885 года. Отец — Яков Кузьмич Брюсов, мать — Матрёна Александровна Бакулина. Младший брат известного поэта Валерия Яковлевича Брюсова. Также имел трёх сестёр — Надежду, Лидию и Евгению.
Отец Якова Кузьмича, Кузьма Андреевич Брюсов, был из костромских крестьян. В семье Брюсовых считали, что свою фамилию они получили, потому что были крепостными кого-то из помещиков Брюсов.
Окончил в Москве 3-ю классическую гимназию и поступил в университет. С 1906 по 1910 годы путешествовал за границу в страны Европы, Африки, Азии и Америки, изучал памятники культуры. А в 1911 году временно покинул университет для отбытия воинской повинности.
Участник Первой мировой войны; с 1915 по 1919 находился в плену.
В 1914 г. Александра призвали в армию прапорщиком запаса. В 1915 г. при прорыве немцами фронта под Влодава
Влодавой он попал в плен и до 1918 г. находился в лагере военнопленных в Нейсе (Силезия). В декабре 1918 г. лагерь, где он был, подвергли расстрелу и, чтобы скрыть следы этого (в Берлине уже заседала франко-англо-американская комиссия), пленников вывезли через Польшу и Восточную Пруссию в Россию.
По возвращении в 1919 году Александр поступил библиотекарем в Отдел печати Моссовета, вскоре был призван в Красную армию и по состоянию здоровья направлен на строившуюся Сокольническую радиостанцию, а оттуда переведён переводчиком в Информационную часть Управления связи Красной Армии, где оставался до её расформирования по окончании войны.
После Александр снова поступил в МГУ на этнологический факультет по специальности «археология», и после окончания в 1925 был принят аспирантом в НИИ археологии и искусствознания РАНИОН. В 1929 году защитил диссертацию и поступил в тот же университет как сотрудник.
Карьера Александра Яковлевича Брюсова:
1. 1925—1966 гг. в Государственном историческом музее.
2. 1928—1937 гг. в НИИ археологии и искусствознания РАНИОН.
3. 1944—1966 гг. в Институте археологии АН СССР.

Постепенно стал одним из ведущих учёных, работающих в области археологии эпох неолита и бронзы, а также в смежных науках. С 1926 года — возглавлял ряд экспедиций, работавших на Русском Севере, в том числе на Летнем берегу Белого моря вместе с М. Е. Фосс, Д. А. Крайновым и А. В. Збруевой, затем многолетние работы в Карелии и Вологодской области (Свайное поселение Модлона на реке Модлона), в Новгородской области (поселение Репище) и др.
С 1929 по 1931 годы Александр — старший научный сотрудник НИИ археологии и искусствознания РАНИОН. С 1941 по 1943 годы вместе с музейными фондами А. Я. Брюсов был в эвакуации. В 1943 году защитил докторскую диссертацию. С 1944 года был старшим научным сотрудником в ИИМК, где работал почти всю жизнь. В 1953 году А. Я. Брюсов был награждён орденом Ленина, в 1961 году от Президиума Верховного Совета РСФСР получил звание заслуженного деятеля науки РСФСР. Состоял почётным членом постоянного совета «Общества доисторических и раннеисторических знаний» ЮНЕСКО; почётным членом «Доисторического общества» в Англии; многократно бывал на конференциях и с докладами в зарубежных странах, в ГДР, ФРГ, Австрии, Дании, Финляндии, Франции.
От первого брака с женой Серафимой Семёновной Александр имел сына Бориса (род. 1933, умер в 2003 (неточно)). Второй брак — с искусствоведом и реставратором живописи Верой Григорьевной Брюсовой (урождённой Светличной).
Александр работал до лета 1966 года, после чего эндартериит и последующая ампутация ноги лишили его этой возможности. Умер 1 декабря 1966 года. Похоронен на Новодевичьем кладбище рядом с другими родственниками.
Был активным сторонником курганной гипотезы, за что подвергался критике со стороны Л. С. Клейна. В том виде, в каком Брюсов поддерживал «курганную гипотезу», она ныне считается устаревшей: так, Брюсов считал предками индоевропейских народов представителей ямной и катакомбной культур, которые ныне сторонниками курганной гипотезы рассматриваются всего лишь как одни из древнейших индоевропейских.

## Некоторые открытия А. Я. Брюсова
- в 1927 г. — Дер. Наволок (Дураково). Стоянка. II—I тысячелетия до н. э. материал, собранный в дюнах вблизи дер. Наволок, состоял из кремнёвых наконечников треугольной и ромбической формы, скребков и обломков различных орудий[5].
- в 1928 г. — Параний ручей. Стоянка. Не датирована[5].
- в 1928 г. — Деревня Пушлахта. Стоянка. II тысячелетие до н. э.[5].
- в 1952 г. — Рязанская культура.

## Основные работы
- Жилище. История жилища с социально-экономической точки зрения. Л., 1926;
- История древней Карелии (Труды ГИМ. Вып. IX). М., 1940[6].
- Археологическое изучение Карело-Финской ССР за 30 лет // Наука в Карело-Финской ССР за 30 лет Советской власти. — Петрозаводск, 1948.
- Свайное поселение на р. Модлоне и другие стоянки в Чарозерском районе Вологодской области (Материалы и исследования по археологии СССР. № 20). 1951.
- Очерки по истории племён Европейской части СССР в неолитическую эпоху. М. 1952[6]
- Археологические культуры и этнические общности // Советская археология. № 26. 1956.
- «Восточная Европа в III тысячелетии до н. э.» // «Советская археология», 1965, № 2[6]
- Каменные сверлёные боевые топоры на территории Европейской части СССР. М., 1966 (совм. с М. П. Зиминой).

## Литературное творчество
- Книга стихов «По бездорожью» (1907), навеянная путешествиями автора в Австралию, Америку и Ближний Восток. А. Блок характеризовал её как «ловкие и к чему не обязывающие декадентские стихи».
- «Воспоминания о брате» // Брюсовские чтения 1962 года
- Страницы из семейного архива Брюсовых // Ежегодник ГИМ. 1962. ― М., 1964
- Литературные воспоминания // Север, 1965, № 4
- На тропах археологии // Российский археологический ежегодник. — СПб.: ИД СПбГУ, 2012. — Вып. 2. — С. 647—702.

## Награды и звания
- Награждён орденом Ленина[6]
- Почётный член «Доисторического общества» (Англия)
- Член научного общества при Парижском университете
- Почётный член Международного общества доисторических и раннеисторических знаний ЮНЕСКО.